# Ignazio Fabra
Ignazio Fabra (Palermo, Italia, 25 de abril de 1930-Génova, 13 de abril de 2008) fue un deportista italiano especialista en lucha grecorromana donde llegó a ser subcampeón olímpico en Helsinki 1952.

## Carrera deportiva
En los Juegos Olímpicos de 1952 celebrados en Helsinki ganó la medalla de plata en lucha grecorromana estilo peso mosca, tras el soviético Boris Gurevich (oro) y por delante del finlandés Leo Honkala (bronce). Cuatro años después, en las Olimpiadas de Melbourne 1956 volvió a ganar la plata en la misma categoría.